# Maatschappij tot Nut van 't Algemeen

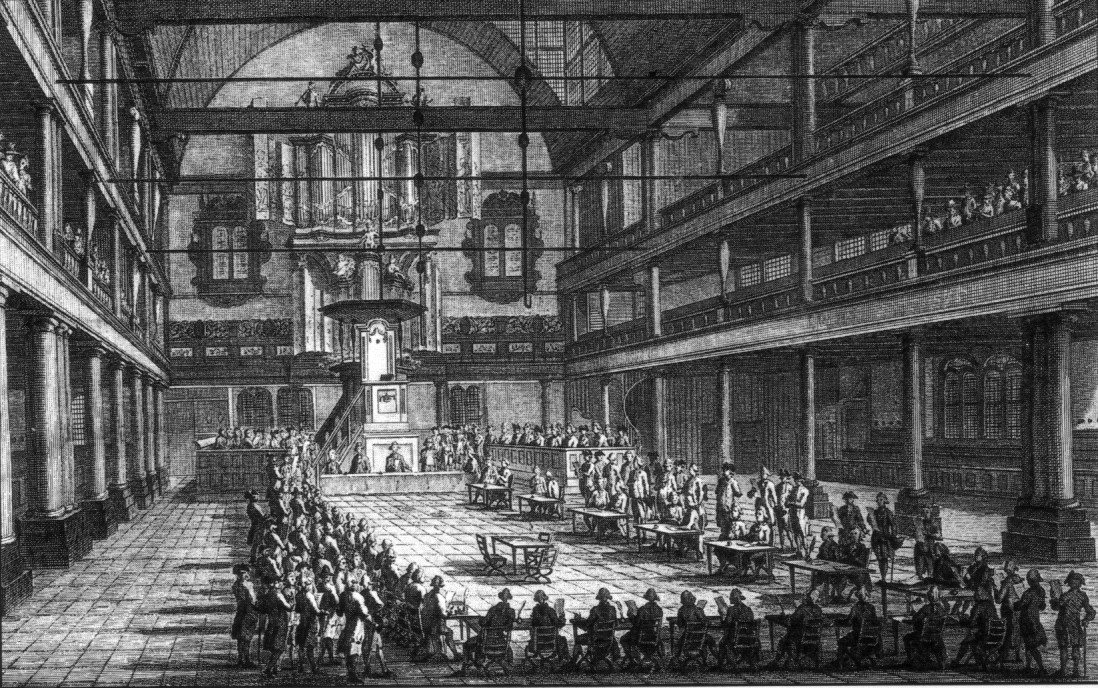
Vergadering van de Mij. tot Nut van 't Algemeen in de Oude Lutherse Kerk te Amsterdam, 1791

De Maatschappij tot Nut van 't Algemeen (kortweg 't Nut) is een landelijke vereniging met plaatselijke afdelingen ("departementen"), opgericht in 1784, die zich ten doel stelt het welzijn, in de ruimste zin, van individu en gemeenschap te bevorderen. De vereniging streeft naar individuele en maatschappelijke ontplooiing met een zo hoog mogelijk cultureel gehalte. De Maatschappij hield en houdt zich bezig met zaken die het algemeen belang dienen, zoals onderwijs, ontwikkeling en maatschappelijke discussie. Ze heeft daarmee een bijdrage geleverd aan de democratisering van Nederland.
Van begin af aan heeft de Maatschappij zichzelf gezien als een instelling voor volksontwikkeling, en dat betekende - zeker 150 jaar lang - voor ontwikkeling van het "lagere volk", de achtergestelden.

## Geschiedenis
De Maatschappij van Konsten en Wetenschappen, tot nut van 't Algemeen werd in 1784 te Edam gesticht door een gezelschap van zes personen onder wie Jan Nieuwenhuyzen, een doopsgezind leraar en predikant uit Monnickendam. Ook zijn zoon Martinus Nieuwenhuyzen hoorde tot de stichters en had een zeer groot aandeel in zowel het opstellen van de plannen als de uitwerking daarvan. Tijdens de politieke conflicten tussen de prinsgezinden en patriotten kwam het prinsgezinde stadsbestuur van Edam in conflict met de Maatschappij waarvan de meeste leden met de patriotten sympathiseerden. Daarop werd in Amsterdam een nieuw hoofdbestuur gevestigd, en werden de algemene vergaderingen voortaan in Amsterdam gehouden. In Rotterdam was de hoogleraar Johan Jacob le Sage ten Broek actief.
Het motto van 't Nut is: "Kennis is de weg naar persoonlijke en maatschappelijke ontwikkeling". In eerste instantie organiseerde de Maatschappij prijsvragen over onderwijskundige en opvoedkundige kwesties. Later werd 't Nut, met een groot aantal plaatselijke afdelingen, de grondlegger van de Nutsspaarbank (1818, de Nutsverzekering, de Nutstuinen, de Nutsleeszalen en Nutsscholen (Nutsonderwijs) en Nuts-Volksuniversiteiten. In 1795 werd in Haarlem de eerste Kweekschool voor onderwijzers van Nederland opgericht door 't Nut (gevolgd door kweekscholen in Amsterdam (1796), Groningen (1797) en Leiden). In de 20e eeuw werden de meeste van deze taken overgenomen door de overheid of het bedrijfsleven.
In 1986 werd de Nutsleerstoel in de Geschiedenis van het Onderwijs aan de Universiteit van Utrecht ingesteld. De eerste bezetter van die leerstoel was de onderwijshistoricus prof. Nan Dodde
De Maatschappij is tot op heden actief. In Nederland zijn er ongeveer 85 Nutsdepartementen: zelfstandige verenigingen onder leiding van een landelijk maatschappijbestuur dat het behoud van het gedachtegoed van de Maatschappij bewaakt. Het Rotterdamse departement organiseert jaarlijks de Nutslezing.
Het landelijk secretariaat van de Maatschappij was sinds 1981 weer gevestigd in Edam, de plaats waar 't Nut in 1784 zijn eerste vergaderingen hield. Inmiddels zijn de werkzaamheden van het secretariaat overgenomen door medewerkers die niet meer vanuit het kantoor in Edam werkzaam zijn.

## Bevordering van de volkszang
Vanuit de Nutsbeweging werd in 1829 de Maatschappij tot Bevordering der Toonkunst opgericht. Toonkunst hield zich bezig met de positie van Nederlandse musici, componisten en composities in de nationale en internationale muziekcultuur. Het ging daarbij op de muziekcultuur van de hogere sociale klassen. Het Nut hield zich juist bezig met verbetering van de volkszang met Jan Pieter Heije als grote stimulator. Via de zangopleiding voor onderwijzend personeel die Toonkunst organiseerde, bemoeide Toonkunst zich indirect met de zang in de lagere sociale lagen. Catharina van Rennes was een van de bekende componisten die de opleiding van Toonkunst volgde. In 1883 behaalde zij haar Toonkunst-diploma voor piano en in 1884 haar zangdiploma met twee eerste graden voor zangkunst en voor onderwijs.

## Bekende voorzitters
In alfabetische volgorde:
- Johanna ter Meulen
- Anthony Modderman
- Pieter Johannes Veth

## Algemeen secretarissen
| Periode     | Secretaris                      |
| ----------- | ------------------------------- |
| 1785 - 1793 | Martinus Nieuwenhuyzen          |
| 1793 - 1802 | Gerrit Brender à Brandis        |
| 1802 - 1841 | Hendrik Ravekes                 |
| 1841 - 1881 | Petrus Marius Gerardus van Hees |
| 1881 - 1887 | Arnold Kerdijk                  |
| 1887 - 1915 | Jan Bruinwold Riedel            |
| 1915 - 1917 | Henri Petrus Johan Bloemers     |
| 1917 - 1943 | Jacob Hovens Greve              |
| 1943 - 1945 | J.D.D. Pruissen                 |
| 1945 - 1946 | Pieter Jan Bouman               |
| 1946 - 1965 | Pieter Hendrik Schröder         |
| 1965 - 1978 | Jan Jacob Klijn                 |
| 1978 - 1984 | Albert Antonius van Bommel      |
| 1984 - 1993 | (onbekend)                      |
| 1993 - 2000 | Eduard Nieuwenhuijzen Kruseman  |
| 2000 - 2011 | F.J. (Rik) Goedman              |
| 2011 - 2012 | Vacature                        |
| 2012 - 2017 | M.M. (Maarten) Rietveldt        |
| 2017 - 2018 | Bas Andeweg                     |
| 2018-heden  | Arno Boon                       |

## België
Ten tijde van het Verenigd Koninkrijk der Nederlanden (1815-1830) bestonden ook in veel Belgische, met name Vlaamse, steden afdelingen van "het Nut", die actief werden bestreden door de katholieke clerus. In 1851 werd op het Nederlandsch Letterkundig Congres voorgesteld, opnieuw Belgische afdelingen op te richten. In Antwerpen gebeurde dit daadwerkelijk in 1853, maar het werd geen succes.